# Sugar, We're Goin Down
"Sugar, We're Goin Down" är den första singeln från Fall Out Boy album From Under the Cork Tree. Låten släpptes som singel 2005, och nådde en åttonde plats i USA, vilket blev deras första topp 10-singel.

## Låtlista
Alla texter skrivna av basisten Pete Wentz (från Fall Out Boy), all musik komponerad av sångaren och gitarristen Patrick Stump, exklusive remixer.
CD-singel:
1. "Sugar, We're Goin Down" - 3:51
2. "The Music or the Misery" - 3:27

CD 1:
1. "Sugar, We're Goin Down" (Guitars down version) - 3:47
2. "The Music or the Misery" - 3:27

CD 2:
1. "Sugar, We're Goin Down" (Album version)
2. "Dance, Dance" (Mark Ronson Secret Agent Remix)
3. "Snitches and Talkers Get Stitches and Walkers"
4. "Sugar, We're Goin Down" (Video)

7"-vinyl:
1. "Sugar We're Goin Down"
2. "Nobody Puts Baby in the Corner" (Acoustic version)

## Musikvideo
Videon för "Sugar, We're Goin' Down" (regisserad av Matt Lenski) handlar om en kille med horn. Den första delen visar hur staden stöter ut honom på grund av hornen, ett exempel på att han blir utstött är när en liten pojke kastar saker på hornen och sen räcker finger till honom. Sen möter han en tjej som verkar gilla honom. Videon klipper mellan Fall Out Boy som framträder, och den hornhuvade pojken och flickan tillsammans på oskyldiga dejter. Flickans pappa gillar inte honom för han har hjorthorn. På grund av detta bestämmer sig pojken för att försöka såga av sig hornen, men blir stoppad av flickan. Senare försöker pappan skjuta pojken med en pil, men han (pappan) blir påkörd av en bil. Pojken går fram till mannen och överraskas av att han har hjortfötter. Då accepterar mannen att pojken och hans dotter är tillsammans, och videon slutar. Den har blivit beskriven som en "skev kärlekshistoria" av medlemmarna i bandet. Musikvideon visade sig bli en hit och den blev deras första video på TRL.